# Бартон (кратер)
Бартон  (27°24′ пн. ш. 337°30′ сх. д. / 27.4° пн. ш. 337.5° сх. д.) — кратер діаметром 52,2 км на поверхні Венери. Дно кратера Бартон пласке, що вказує на можливе заповнення потоками лави після удару. Центральний кільцевий пік кратера несуцільний. Кратер названо на честь Клари Бартон, засновниці Американського Червоного Хреста. Назву було затверджено в 1991 році.